# 溝淵進馬
- 溝淵進馬
- 溝渕進馬

溝淵 進馬（みぞぶち しんま、1871年2月14日（明治3年12月25日） - 1935年（昭和10年）9月11日）は、明治時代から昭和初期にかけての日本の教育者。

## 経歴
土佐国（高知県）出身。第三高等中学校を経て、1895年（明治28年）に帝国大学文科大学哲学科を卒業。高知県尋常中学校教諭、第二高等学校教授、千葉県尋常中学校校長、東京高等師範学校教授、東北帝国大学農科大学予科教授、第四高等学校校長を歴任し、1921年（大正10年）に第五高等学校校長に就任した。さらに1931年（昭和6年）には第三高等学校校長に転じた。

## 栄典
- 1927年（昭和2年）2月15日 - 従三位[4]

## 著作
- 『教育学講義』 冨山房、1909年7月

## 関連文献
- 「故第三高等学校長溝淵進馬賜杯ノ件」（国立公文書館所蔵 「公文雑纂・昭和十年・第九巻」）
- 『会報』臨時号、三高同窓会、1935年12月
- 「思想問題を善処＝教育家の典型溝淵進馬」（吉田千之著 『竜南人物展望』 九州新聞社出版部、1937年12月）
- 「溝渕進馬日記」（『旧制高等学校史研究』第18号、旧制高等学校資料保存会、1978年10月 ／ 第19号、1979年1月）
- 「溝渕進馬資料」（高知市民図書館編 『高知市民図書館所蔵 特設文庫総合目録 下巻』 高知市民図書館、1999年11月）
- 「高等教育界に影響を与えた校長・溝渕進馬」（小山紘著 『さらば我友叫ばずや : 旧制高校史発掘』 論創社、2015年6月、ISBN 9784846014360）